# Hedvig Wessel
Hedvig Wessel (ur. 25 sierpnia 1995 w Oslo) – norweska narciarka dowolna, specjalizująca się w jeździe po muldach. W 2014 roku wystartowała na igrzyskach olimpijskich w Soczi, gdzie uplasowała się na 26. miejscu. Była też między innymi czternasta w muldach podwójnych podczas mistrzostw świata w Kreischbergu w 2015 roku. Najlepsze wyniki w Pucharze Świata, osiągnęła w sezonie 2015/2016, kiedy to zajęła 46. miejsce w klasyfikacji generalnej, a w klasyfikacji jazdy po muldach była dwunasta.

## Osiągnięcia

### Igrzyska olimpijskie
| Miejsce | Dzień    | Rok  | Miejscowość | Konkurencja      | Zwycięzca               |
| ------- | -------- | ---- | ----------- | ---------------- | ----------------------- |
| 26.     | 8 lutego | 2014 | Soczi       | Jazda po muldach | Justine Dufour-Lapointe |

### Mistrzostwa świata
| Miejsce | Dzień       | Rok  | Miejscowość | Konkurencja      | Zwycięzca               |
| ------- | ----------- | ---- | ----------- | ---------------- | ----------------------- |
| 23.     | 6 marca     | 2013 | Voss        | Jazda po muldach | Hannah Kearney          |
| 33.     | 8 marca     | 2013 | Voss        | Muldy podwójne   | Chloé Dufour-Lapointe   |
| 14.     | 18 stycznia | 2015 | Kreischberg | Jazda po muldach | Justine Dufour-Lapointe |
| 25.     | 19 stycznia | 2015 | Kreischberg | Muldy podwójne   | Hannah Kearney          |

### Puchar Świata

#### Miejsca w klasyfikacji generalnej
- sezon 2010/2011: 124.
- sezon 2011/2012: 97.
- sezon 2012/2013: 102.
- sezon 2013/2014: 92.
- sezon 2014/2015: 74.
- sezon 2015/2016: 46.
- sezon 2016/2017:

#### Miejsca na podium zawodach
1. Moskwa – 5 marca 2016 (muldy podwójne) – 3. miejsce